# Mindergangelt
Mindergangelt is een gehucht in de Duitse gemeente Gangelt in de deelstaat Noordrijn-Westfalen. Het ligt aan de Roode Beek en aan de Nederlandse grens, circa een kilometer ten zuidwesten van Gangelt. In 2013 telde het gehucht 242 inwoners. 
Mindergangelt is een straatdorp gesitueerd langs de doorgaande weg tussen Gangelt en het Nederlandse Schinveld. Er zijn veel oude boerderijen, waaronder een carréboerderij. Andere historische bouwwerken zijn de Brommler Mühle en de Etzenrather Mühle, twee watermolens op de Roode Beek. De plaats heeft geen eigen kerk, maar valt onder de parochie Gangelt. 

## Geschiedenis
De eerste naamsvermelding, minor Gangelt dateert uit 1303. In de middeleeuwen was het gehucht deel van de heerlijkheid Heinsberg en later van het Gulikse ambt Millen. Sinds 1969 hoort het bij de gemeente Gangelt
Tweede Wereldoorlog

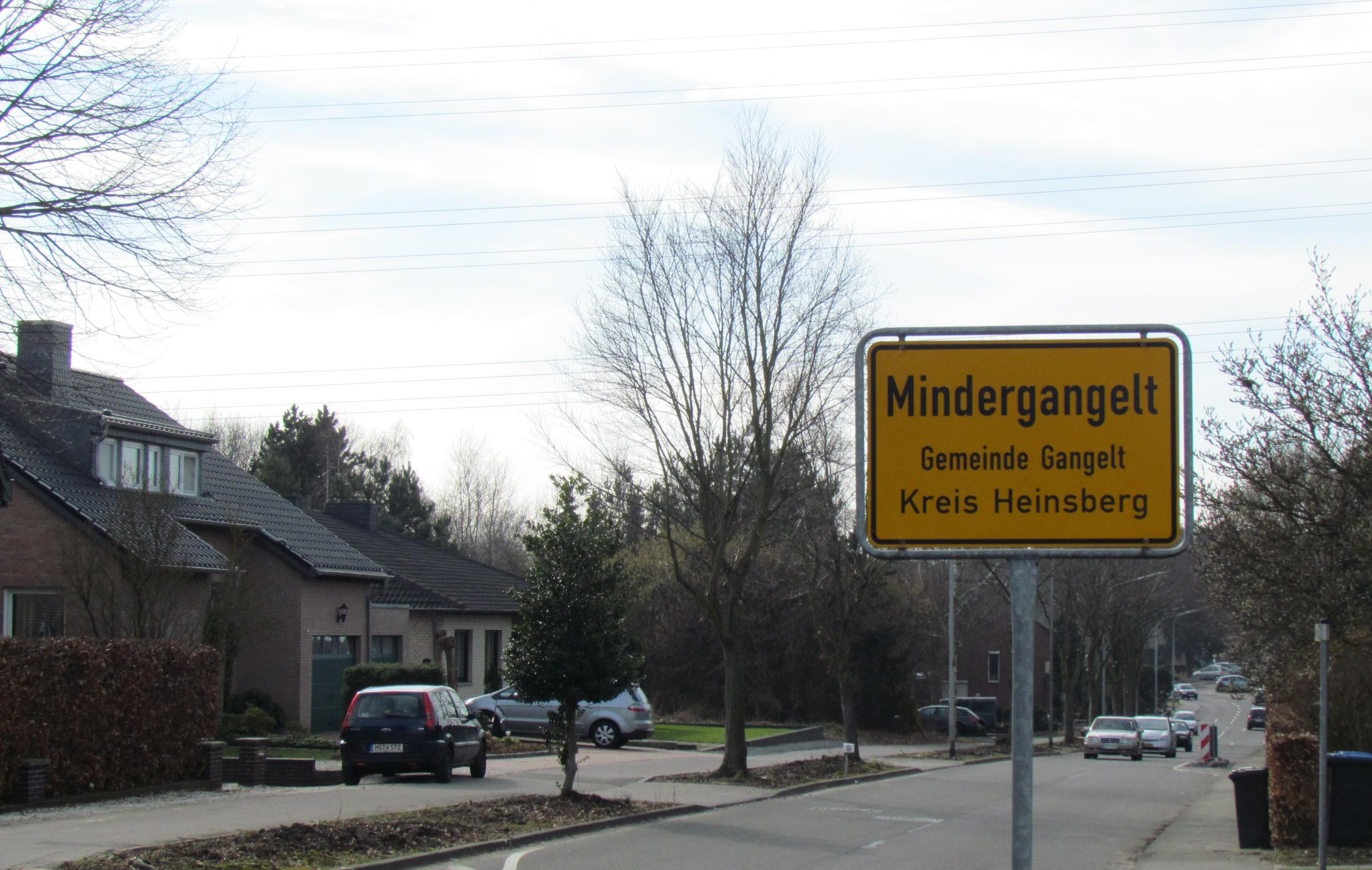
Plaatsnaambord van Mindergangelt

Tijdens de bevrijdingsdagen werd op zondag 10 september 1944 in de bossen bij Rotem (nabij Maaseik) een groep verzetsstrijders het Geheim Leger door de terugtrekkende Duitsers gevangen genomen en naar een klooster ten oosten van Maastricht gebracht.Een deel van hen werd daar gefusilleerd. Op die plaats staat nu het Belgisch monument (Cadier en Keer). De overigen werden verder naar Schinveld gebracht. Na twee dagen werden zeven Belgische verzetsstrijders vlak over de grens in het bos bij Mindergangelt vermoord, waar zich nu de ingang van het Wildpark bevindt. Sinds 1948 staat daar een oorlogsmonument.   
Birgden · Breberen · Broichhoven · Brüxgen · Buscherheide · Gangelt · Harzelt · Hastenrath · Hohenbusch · Kievelberg · Kreuzrath · Langbroich · Mindergangelt · Nachbarheid · Niederbusch · Schierwaldenrath · Schümm · Stahe · Vinteln

Kreis Heinsberg · Regierungsbezirk Keulen · Noordrijn-Westfalen